# Ушица (приток Велесы)
Ушица — река на юго-западе Тверской области, левый приток Велесы (бассейн Западной Двины). Длина реки составляет 33,2 километра. Протекает по территории Нелидовского, Западнодвинского и Жарковского (по границе) районов.
Река берёт начало в 3,5 километрах к юго-западу от деревни Арбузово Нелидовского района. Высота истока — 200 метров над уровнем моря. Течёт в целом в юго-западном направлении. Впадает в Велесу. Скорость течения в низовье 0,2 м/с. В бассейнереки расположен посёлок Земцы.
Основные притоки: Климовка, Заполенка, Дербишка (дл. 8,8 км) — правые; Дубица (дл. 6,6 км) — левый.
На берегу Ушицы расположены следующие населённые пункты (от истока к устью): Подберезье, Соболевка, Кортяшево, Никулинка, Кучино, Барино.